# Nationalparker i Slovakiet
Der er ni nationalparker i Slovakiet: 
| Navn                            | Slovakisk navn                | Foto | Sted                    | Oprettet          | Areal      | Open Street Map |
| ------------------------------- | ----------------------------- | ---- | ----------------------- | ----------------- | ---------- | --------------- |
| Veľká Fatra Nationalpark        | Národný park Veľká Fatra      |      | Veľká Fatrabjergene     | 2002 (1. april)   | 403,71 km² | Kort            |
| Malá Fatra Nationalpark         | Národný park Malá Fatra       |      | Malá Fatrabjergene      | 1988 (1 april)    | 226,3 km²  | Kort            |
| Nedre Tatra Nationalpark        | Národný park Nízke Tatry      |      | Nedre Tatra             | 1978              | 728 km²    | Kort            |
| Muránska planina Nationalpark   | Národný park Muránska planina |      | Muránska planina        | 1998 (27 maj)     | 203,18 km² | Kort            |
| Pieniny Nationalpark            | Pieninský národný park        |      | Pieninybjergene         | 1967 (16. januar) | 37,5 km²   | Kort            |
| Poloniny Nationalpark           | Národný park Poloniny         |      | Bukovské vrchy-bjergene | 1997 (1. oktober) | 298,05 km² | Kort            |
| Slovakiske Karst Nationalpark   | Národný park Slovenský kras   |      | Slovakiske Karst        | 2002 (1. marts)   | 346,11 km² | Kort            |
| Slovakiske Paradis Nationalpark | Národný park Slovenský raj    |      | Slovakiske Paradis      | 1988 (18 January) | 197,63 km² | Kort            |
| Tatra Nationalpark              | Tatranský národný park        |      | Tatrabjergene           | 1949 (1. januar)  | 738 km²    | Kort            |